# Turcia
Turcia – gmina w Hiszpanii, w prowincji León, w Kastylii i León, o powierzchni 31,99 km². W 2011 roku gmina liczyła 1112 mieszkańców.